# 1-я воздушная армия дальней авиации
1-я воздушная армия дальней авиации (1 ВА ДА) — воздушная армия СССР в составе Командования дальней авиации Военно-воздушных сил Вооружённых сил СССР.

## История организационного строительства
- Сформирована 16 мая 1942 года приказом НКО от 5 мая 1942 года на базе ВВС Калининского фронта как 3-я воздушная армия[1].
- В апреле 1946 года выведена в Смоленск и управление 3-й воздушной армии Директивой Генерального штаба переформировано в управление 1-й воздушной армии дальней авиации[2].

С апреля 1946 года в воздушной армии началось освоение личным составом новой авиационной техники. В 1948 году в части армии начали поступать тяжёлые бомбардировщики Ту-4. Первая партия Ту-4 в количестве 3-х штук была получена 45-й тяжёлой бомбардировочной авиационной дивизией. 
- В феврале 1949 года в соответствии с директивой Генерального штаба ВС СССР управление 1-й воздушной армии дальней авиации переименовано в управление 50-й воздушной армии дальней авиации[3].
- В связи с реорганизацией Вооружённых сил СССР в августе 1960 года 50-я воздушная армия дальней авиации переформирована:
  - управление армии - в управление 50-й ракетной армии;
  - часть соединений - сведена в 6-й отдельный тяжелый бомбардировочный авиационный корпус;
- 6-й отдельный тяжелый бомбардировочный авиационный корпус 30 апреля 1975 года был награжден орденом Красного Знамени и стал именоваться 6-й отдельный тяжелый бомбардировочный Краснознаменный авиационный корпус;
- на базе 6-го отдельного тяжелого бомбардировочного Краснознаменного авиационного корпуса 1 августа 1980 года развернута 46-я воздушная армия ВГК СН, которая вошла в подчинение Командования Дальней авиации;
- 30 июня 1990 года 50-я ракетная армия расформирована;
- 46-я воздушная армия ВГК СН в октябре 1994 года расформирована.

## История наименований
- ВВС Калининского фронта[4] (с 17 октября 1941 года);
- 3-я воздушная армия (5 мая 1942 года);
- 1-я воздушная армия дальней авиации (9 апреля 1946 года);
- 50-я воздушная армия дальней авиации (20 февраля 1949 года);
- 50-я ракетная армия (1 августа 1960 года);
- Войсковая часть 49707 (до 04.1946 г.).
- Войсковая часть 55135 (после 04.1946 г.).

## Состав
- 1-й гвардейский бомбардировочный авиационный корпус (Могилев)[5]:
  - 11-я гвардейская бомбардировочная авиационная дивизия (Шаталово, Смоленская область)[5];
  - 57-я бомбардировочная авиационная дивизия (Новозыбков, Брянская область)[5];
- 3-й гвардейский бомбардировочный авиационный корпус (Бобруйск, Могилевская область)[5]:
  - 22-я гвардейская бомбардировочная авиационная дивизия (Бобруйск, Могилевская область)[5];
  - 45-я бомбардировочная авиационная дивизия (Болбасово, Витебская область)[5].

## Дислокация
- Штаб и управление армии - город Смоленск.
- Части и соединения - город Могилев, Смоленская область, Брянская область, Могилевская область, Витебская область[5].

## Подчинение
| Объединение                  | Период                               |
| ---------------------------- | ------------------------------------ |
| Командование дальней авиации | апрель 1946 года — февраль 1949 года |

## Командующие армией
- Генерал-полковник авиации Папивин Николай Филиппович (9 апреля 1946 — 25 мая 1946),
- Генерал-лейтенант авиации Николаенко Евгений Макарович (25 мая 1946 — август 1949).

## Заместители командующего
- Член Военного Совета — генерал-майор Москалёв Михаил Митрофанович,
- Начальник штаба — генерал-майор авиации, генерал-лейтенант авиации[6] Тельнов Константин Иванович.